# Karel Dvořák (1933)
Karel Dvořák (1933 – 1997) byl český fotbalista, obránce.

## Fotbalová kariéra
V československé lize hrál za Spartak Hradec Králové a Baník Ostrava. Nastoupil ve 193 ligových utkáních a dal 6 gólů.

## Ligová bilance
| Ročník                                   | Zápasy | Góly | Klub                   |
| ---------------------------------------- | ------ | ---- | ---------------------- |
| 1. československá fotbalová liga 1956    | 14     | 2    | Spartak Hradec Králové |
| 1. československá fotbalová liga 1957/58 | 15     | 2    | Spartak Hradec Králové |
| 1. československá fotbalová liga 1957/58 | 9      | 0    | Baník Ostrava          |
| 1. československá fotbalová liga 1958/59 | 24     | 1    | Baník Ostrava          |
| 1. československá fotbalová liga 1959/60 | 25     | 0    | Baník Ostrava          |
| 1. československá fotbalová liga 1960/61 | 19     | 0    | Baník Ostrava          |
| 1. československá fotbalová liga 1961/62 | 24     | 0    | Baník Ostrava          |
| 1. československá fotbalová liga 1962/63 | 12     | 0    | Baník Ostrava          |
| 1. československá fotbalová liga 1963/64 | 12     | 0    | Baník Ostrava          |
| 1. československá fotbalová liga 1964/65 | 24     | 0    | Baník Ostrava          |
| 1. československá fotbalová liga 1965/66 | 15     | 0    | Baník Ostrava          |
| CELKEM                                   | 193    | 6    |                        |